# UEFA Super Cup 2013
De UEFA Super Cup 2013 was de 38e editie zijn van de UEFA Super Cup, een jaarlijkse voetbalwedstrijd die wordt georganiseerd door de Europese voetbalbond UEFA en gespeeld wordt tussen de winnaars van de Champions League (FC Bayern München) en de Europa League (Chelsea FC). De wedstrijd vond plaats op 30 augustus 2013 in de Eden Aréna in Praag. Het was de eerste editie sinds 1997 die niet in het Stade Louis II in Monaco werd gespeeld.
Na 120 minuten stond het 2-2. In de strafschoppenreeks trok Bayern München aan het langste eind. De Duitsers misten geen enkele penalty, keeper Manuel Neuer hield de laatste penalty van Chelsea, getrapt door Romelu Lukaku tegen. De wedstrijd was een replay van de Champions League-finale 2012 die eveneens in strafschoppen eindigde, maar waarbij Chelsea aan het langste eind trok. Het was de eerste keer dat Bayern de Super Cup wist te veroveren.

## Teams
| Team              | Kwalificatie                           | Datum kwalificatie | Vorige deelname  |
| ----------------- | -------------------------------------- | ------------------ | ---------------- |
| FC Bayern München | Winnaars UEFA Champions League 2012/13 | 25 mei 2013        | 1975, 1976, 2001 |
| Chelsea FC        | Winnaars UEFA Europa League 2012/13    | 15 mei 2013        | 1998, 2012       |

## Wedstrijdverslag
Bayern München opteerde voor een 4-1-4-1 opstelling, met aanvoerder Philipp Lahm niet op zijn gebruikelijke positie als rechtsachter maar wel als verdedigende middenvelder, ter vervanging van de geblesseerde Bastian Schweinsteiger. De Braziliaan Rafinha startte daardoor als rechterflankverdediger. Chelsea koos voor een 4-3-3 opstelling en zag hoe de drie aanvallers betrokken waren bij het openingsdoelpunt. Eden Hazard rukte bij een Engelse counter op naar voor en omspeelde de uitstappende Jérôme Boateng. Nadien speelde hij André Schürrle aan op de rechterflank. De Duitser van Chelsea bereikte de vrijlopende Fernando Torres, die de bal in één keer voorbij Manuel Neuer trapte: 0-1. Bayern ging vervolgens op zoek naar de gelijkmaker. Vooral Franck Ribéry kreeg enkele schietkansen, maar de Fransman slaagde er niet altijd in om zijn schot te kadreren. Chelsea kreeg nog een goede mogelijkheid via Torres, die zich in het strafschopgebied vrijdraaide, maar uiteindelijk over besloot.
De tweede helft ging beter van start voor Bayern. Ribéry probeerde het na 47 minuten opnieuw met een afstandsschot en trof dit keer wel raak: 1-1. Enkele minuten later plaatste Josep Guardiola aanvoerder Lahm terug naar de positie van rechtsachter. Rafinha werd gewisseld voor Javi Martínez, die op het middenveld de plaats van Lahm innam. Bayern bleef de bal opeisen en kansen creëren, maar ook Chelsea kwam nog een paar keer dicht bij een doelpunt. Na een uitschuiver van Dante kreeg Oscar een schietkans, maar hij besloot op Neuer. Wat later kopte Branislav Ivanović op de lat en in de slotminuten kopte David Luiz van dichtbij op Neuer. Bayern dreigde vooral met schoten van onder meer Ribéry en Arjen Robben. In het slot van de wedstrijd werd het duel bitsiger en vielen er nog drie gele kaarten, waaronder een tweede voor Ramires na een drieste tackle op invaller Mario Götze. Doelpunten vielen er niet meer en dus volgden er verlengingen.
Daarin wist Chelsea met een man minder al na drie minuten op voorsprong te komen. Hazard kreeg te veel ruimte in de Duitse verdediging en verraste Neuer met een hard schot: 1-2. Nadien kroop Chelsea achter de bal en werd Romelu Lukaku in het veld gebracht voor Torres. In de tweede verlenging raakte Chelsea nog amper over de middenlijn en was het vooral Bayern dat op zoek ging naar een doelpunt, maar Petr Čech ranselde elke bal uit zijn doel. Pas in de extra tijd van de laatste verlenging scoorde Bayern dan toch. Een voorzet van op de linkerflank viel na wat geharrewar voor de voeten van Martínez en die aarzelde niet: 2-2.
In de strafschoppenreeks won Bayern met 5-4. Lukaku miste de beslissende penalty voor Chelsea.

### Wedstrijddetails
|                            |                                 |              |                                |                                                           |
| 30 augustus 2013 20:45 MET | FC Bayern München               | 2 – 2 (n.v.) | Chelsea FC                     | Eden Aréna, Praag Scheidsrechter: Jonas Eriksson (Zweden) |
| 30 augustus 2013 20:45 MET | Ribéry 47' Martínez 120+1'      |              | 8' Torres 93' Hazard           | Eden Aréna, Praag Scheidsrechter: Jonas Eriksson (Zweden) |
| 30 augustus 2013 20:45 MET | Strafschoppen                   |              |                                | Eden Aréna, Praag Scheidsrechter: Jonas Eriksson (Zweden) |
| 30 augustus 2013 20:45 MET | Alaba Kroos Lahm Ribéry Shaqiri | 5 – 4        | Luiz Oscar Lampard Cole Lukaku | Eden Aréna, Praag Scheidsrechter: Jonas Eriksson (Zweden) |

| Bayern München | Chelsea |

| FC Bayern München: |    |                   |     |
|                    |    |                   |     |
| GK                 | 1  | Manuel Neuer      |     |
| RB                 | 13 | Rafinha           | 56' |
| CB                 | 17 | Jérôme Boateng    | 84' |
| CB                 | 4  | Dante             |     |
| LB                 | 27 | David Alaba       |     |
| DM                 | 21 | Philipp Lahm      |     |
| AM                 | 25 | Thomas Müller     | 70' |
| AM                 | 39 | Toni Kroos        |     |
| RW                 | 10 | Arjen Robben      | 96' |
| CF                 | 9  | Mario Mandžukić   |     |
| LW                 | 7  | Franck Ribéry     | 23' |
| Wisselspelers:     |    |                   |     |
| DF                 | 5  | Daniel Van Buyten |     |
| MF                 | 8  | Javi Martínez     | 56' |
| MF                 | 11 | Xherdan Shaqiri   | 96' |
| FW                 | 14 | Claudio Pizarro   |     |
| MF                 | 19 | Mario Götze       | 70' |
| GK                 | 22 | Tom Starke        |     |
| DF                 | 26 | Diego Contento    |     |
| Coach:             |    |                   |     |
| Josep Guardiola    |    |                   |     |

| Chelsea FC:    |    |                    |         |
|                |    |                    |         |
| GK             | 1  | Petr Čech          |         |
| RB             | 2  | Branislav Ivanović | 120'    |
| CB             | 24 | Gary Cahill        | 41'     |
| CB             | 4  | David Luiz         | 66'     |
| LB             | 3  | Ashley Cole        | 117'    |
| DM             | 7  | Ramires            | 64' 85' |
| DM             | 8  | Frank Lampard      |         |
| AM             | 11 | Oscar              |         |
| RW             | 14 | André Schürrle     | 87'     |
| CF             | 9  | Fernando Torres    | 90' 97' |
| LW             | 17 | Eden Hazard        | 113'    |
| Wisselspelers: |    |                    |         |
| MF             | 5  | Michael Essien     |         |
| MF             | 10 | Juan Mata          |         |
| MF             | 12 | John Obi Mikel     | 87'     |
| FW             | 18 | Romelu Lukaku      | 97' 99' |
| GK             | 23 | Mark Schwarzer     |         |
| DF             | 26 | John Terry         | 113'    |
| DF             | 28 | César Azpilicueta  |         |
| Coach:         |    |                    |         |
| José Mourinho  |    |                    |         |

| Man of the Match: Franck Ribéry (Bayern München) Assistent-scheidsrechters: Mathias Klasenius (Zweden) Daniel Wärnmark (Zweden) Vierde official: Stefan Wittberg (Zweden) Vijfde en zesde official: Stefan Johannesson (Zweden) Markus Strömbergsson (Zweden) |